# Coutarea andrei
Coutarea andrei är en måreväxtart som beskrevs av Paul Carpenter Standley. Coutarea andrei ingår i släktet Coutarea och familjen måreväxter. Inga underarter finns listade i Catalogue of Life.